# Damboulag
Damboulag est un village de la région de Latchine en Azerbaïdjan.

## Histoire
En 1992-2020, Damboulag était sous le contrôle des forces armées arméniennes. Le 1er décembre 2020, le village repasse sous la souveraineté de l'Azerbaïdjan, comme l'ensemble du raion de Latchine, conformément à l'accord de cessez-le-feu du Haut-Karabakh.

## Population
Selon les statistiques de 2006, la population du village était de 500 personnes.

## Économie
La principale occupation de la population était l'élevage, l'horticulture, l'apiculture et l'agriculture.

## Culture
Il y avait une école, une bibliothèque, une poste, une épicerie, une école maternelle et un centre culturel dans le village de Damboulag.